# Lightsum
Le Lightsum (라잇썸?) sono un gruppo femminile sudcoreano formatosi nel 2021 sotto la Cube Entertainment. Il gruppo ha debuttato il 10 giugno 2021 con il singolo Vanilla.

## Storia
Il nome del gruppo è una combinazione delle parole "light" (in italiano "luce") e "sum" (in italiano "somma"), e simboleggia "le cose piccole che splendono si riuniscono per illuminare il mondo, offrendo una maggiore energia positiva attraverso un messaggio di speranza".

### 2017–2020: Prima del debutto
Tra il 2017 e il 2018 Juhyeon ha partecipato allo show di competizione The Unit: Idol Rebooting Project, in cui si è classificata 25ª. Chowon, Nayoung e Yujeong nel 2018 hanno partecipato a Produce 48, in cui si sono classificate rispettivamente 13°, 21° e 51°. È emerso successivamente che la posizione di Chowon nella classifica finale dello show è stata truccata. Chowon infatti si era in realtà classificata al 6º posto, ed è dunque stata ingiustamente buttata fuori dalla line-up delle Iz*One, il gruppo derivante dalle vincitrici del programma.
Juhyeon nel 2018 ha partecipato a Dancing High, ma è stata eliminata nel 1º round del programma. Nel 2020 Chowon ha fatto il suo debutto da attrice in Bully Bad Guys e The Dominator 3: Junior Bullies.

### 2021–presente: Debutto conVanilla, e primo EPInto the Light
Il 15 aprile 2021 la Cube Entertainment ha annunciato che avrebbero fatto debuttare un nuovo gruppo femminile, il primo dalle (G)I-dle nel 2018. Gli otto membri sono stati rivelati a coppie tra il 19 e il 22 aprile. Un trailer di tutti e otto i membri è stato pubblicato sugli account ufficiali del gruppo il 23 aprile. Il 27 maggio viene annunciato che le Lightsum avrebbero debuttato il 10 giugno con il singolo "Vanilla". La loro performance di debutto è andata in onda ad M Countdown.
Il 13 ottobre il gruppo pubblica un altro singolo, Light a Wish, che contiene la traccia apripista "Vivace" e altri due brani aggiuntivi.
Il primo EP delle Lightsum, intitolato Into the Light, è uscito il 24 maggio 2022, con il brano apripista "Alive".
Il 25 ottobre 2022 l'agenzia ha pubblicato la notizia che Jian e Huiyeon avrebbero lasciato il gruppo, e che le Lightsum sarebbero state riorganizzate in un gruppo di soli 6 membri, con Juhyeon, Sangah, Chowon, Nayoung, Hina e Yujeong.

## Formazione
- Juhyeon (주현) (2021-) – leader, voce
- Sangah (상아) (2021-) – rap
- Chowon (초원) (2021-) – voce
- Nayoung (나영) (2021-) – voce
- Hina (히나) (2021-) – voce
- Yujeong (유정) (2021-) – voce

Ex membri
- Huiyeon (휘연) (2021-2022) – voce
- Jian (지안) (2021-2022) – voce, rap

## Discografia

### EP
- 2022 – Into the Light
- 2023 – Honey or Spice

### Singoli
- 2021 – Vanilla
- 2021 – Light a Wish
- 2022 – Alive

## Videografia
- 2021 – Vanilla
- 2021 – Vivace
- 2022 – Alive

## Riconoscimenti
Korea First Brand Awards
- Female Rookie Idol Award (2022)[22]